# Samuel L. Bestow

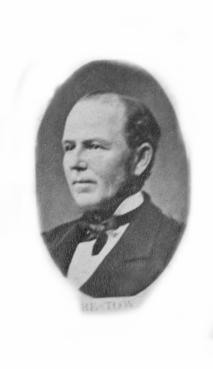
Samuel L. Bestow

Samuel Lucius Bestow (* 8. März 1823 in Williamsville, New York; † 10. Januar 1907 in Chariton, Iowa) war ein US-amerikanischer Politiker. Zwischen 1892 und 1894 war er Vizegouverneur des Staates Iowa.

## Werdegang
Samuel Bestow wuchs auf einer Farm im Staat New York auf. Für viele Jahre war er dort selbst in der Landwirtschaft tätig. Während des Bürgerkrieges wurde er aus gesundheitlichen Gründen vom aktiven Militärdienst ausgeschlossen. Er diente aber in der Militärverwaltung, wo er an Auftragsvergaben der Regierung beteiligt war. Nach dem Krieg arbeitete er im Handwerk. Er betrieb eine Papierfabrik. Außerdem war er im Holz- und Eisenwarengeschäft tätig. Bestow wurde Schulrat und Bezirksratsvorsitzender in seiner New Yorker Heimat. Im Jahr 1869 zog er nach Iowa, wo er im Lucas County eine neue Farm aufbaute. Politisch gehörte er zunächst der Republikanischen Partei an. Zwischen 1875 und 1880 saß er im Senat von Iowa. Später wechselte er zu den Demokraten.
1892 wurde Bestow an der Seite von Horace Boies zum Vizegouverneur von Iowa gewählt. Dieses Amt bekleidete er zwischen 1892 und 1894. Dabei war er Stellvertreter des Gouverneurs und Vorsitzender des Staatssenats. Er war der erste Politiker der Demokratischen Partei, der diesen Posten in Iowa ausübte. Der nächste Demokrat in diesem Amt, Nelson G. Kraschel, folgte erst im Jahr 1933. Samuel Bestow starb am 10. Januar 1907 in Chariton.